# سكوت مكلارين
سكوت مكلارين (بالإنجليزية: Scott McLaren)‏ هو عسكري بريطاني، ولد في 31 يناير 1991 في إدنبرة في المملكة المتحدة، وتوفي في 4 يوليو 2011.